# 江西省語言文字工作委員會
江西省语言文字工作委员会，簡稱江西省語委，主管江西省的語言文字工作。2020年，主任孙菊生（兼任副省长），副主任樊雅强（兼任省政府副秘书长），副主任郭杰忠（兼任省委教育工委副书记），副主任刘菊娇（兼任省教育厅一级巡视员）。